# Jean Pecqueriaux
Jean Pecqueriaux, né le 18 octobre 1891 à Avesnelles et décédé le 2 juillet 1938 à Paris VIIIe, est un athlète français, spécialiste du sprint.

## Biographie

### Carrière athlétique (1909-1910)
Sprinteur du Racing Club de France, Jean Pecqueriaux devient vice-champion de France du 100 mètres en 1909 derrière Pierre Failliot,.
Lors de l'hiver 1909-1910, il pratique le cross-country pour préparer la saison de course sur piste.
Il est capitaine de l'équipe de football du Collège Sainte-Barbe lors du Championnat inter-scolaire de Paris organisé en 1910.
Au printemps-été 1910, il profite de l'absence de Pierre Failliot pour enchaîner les victoires.
En mai 1910, il gagne le 100 mètres du Critérium du Racing Club de France en 12 s 0 puis il remplace le tenant du titre Pierre Failliot en tant que représentant du Racing Club de France pour le 100 mètres du Prix Blanchet organisé par le RCF. Il remporte nettement la course en 11 s 4,.
En juin 1910, il remporte les épreuves du 100 mètres du Ve Championnat de Paris puis du Championnat de France avec des chronos respectifs de 11 s 4 et 11 s 8. Il remporte également le 100 mètres du match opposant le Stade au Racing le 19 juin 1910 en 11 s 4,.
En juillet 1910, il participe au match d'athlétisme opposant le Racing Club de France à une équipe des South London Harriers sur le stade en herbe du Beckenham Cricket Ground (en) et il y remporte le 100 yards dans un style magnifique en 10 s 4 devant B. Reed,.
Présenté comme « à court d'entraînement », il ne défend pas ses titres lors des éditions 1911 des Championnats de Paris et des Championnats de France et n'apparaîtra plus sur les pistes sans qu'on connaisse les raisons de ce retrait.

### Vie privée
Jean Pecqueriaux se marie à Antoinette Hicguet le 3 janvier 1914 en l'église Notre-Dame-de-Lorette à Paris. Il est alors retiré de la compétition de course sur piste. Le couple aura une fille, Marie-Rose, en février 1915 et un fils, Jean-Paul, en 1918.
Jean Pecqueriaux est ensuite présenté comme un industriel, demeurant 50 rue de Laborde à Paris.

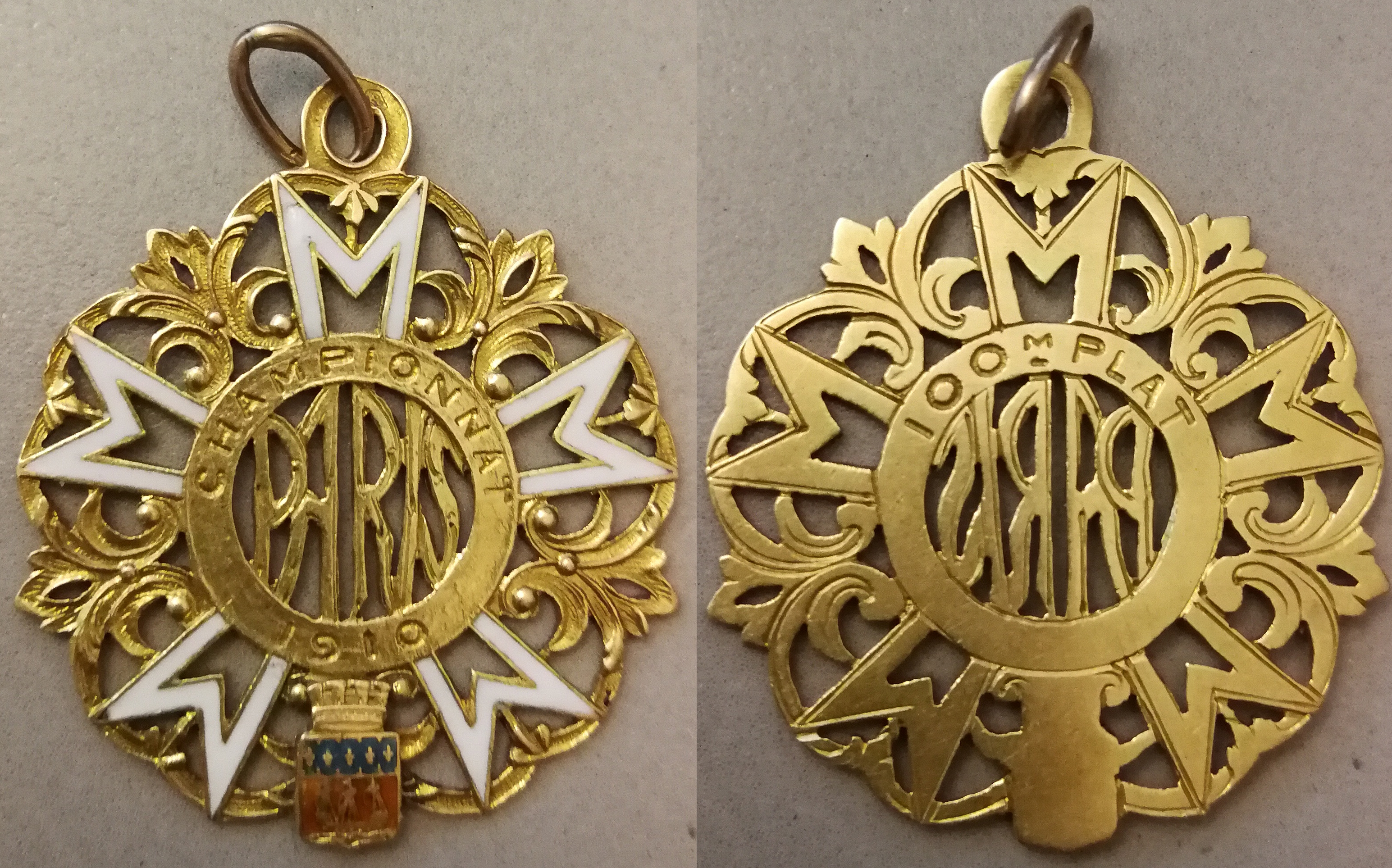
Médaille de Champion de Paris 1910 du 100m plat décernée à Jean Pecqueriaux - Collection privée Valjustrotinou.

## Palmarès
| Date         | Compétition           | Lieu     | Résultat          | Épreuve    | Performance |
| ------------ | --------------------- | -------- | ----------------- | ---------- | ----------- |
| 27 juin 1909 | Championnat de France | Colombes | Médaille d'argent | 100 mètres | ≈12 s 0     |
| 12 juin 1910 | Championnats de Paris | Paris    | Médaille d'or     | 100 mètres | 11 s 4      |
| 26 juin 1910 | Championnat de France | Paris    | Médaille d'or     | 100 mètres | 11 s 8      |

## Records
| Épreuve             | Performance | Lieu                  | Date           |
| ------------------- | ----------- | --------------------- | -------------- |
| 100 mètres          | 11 s 4      | Paris (Croix-Catelan) | 29 mai 1910    |
| 100 yards ≈ 91,44 m | 10 s 4      | Beckenham             | 9 juillet 1910 |